# República de Alabama
La República de Alabama es la nomenclatura utilizada para referirse al Estado actual de Alabama, al sudeste de los Estados Unidos, en el período comprendido entre el 11 de enero de 1861, cuando fue el cuarto estado en escindirse de la Unión poco antes de la toma de posesión de Abraham Lincoln como presidente, y el 4 de febrero del mismo año, cuando ratificarían su ingreso en los Estados Confederados de América.
En medio del cinturón negro de esclavos, que eran 45% de la población del Estado en el año 1860, Alabama era totalmente dependiente de éstos, siendo una de las más grandes exportadoras de algodón del mundo. La falta de un liderazgo fuerte y la radicalización del Partido Demócrata llevaron a que la gran mayoría de la población estatal con derecho a voto quisiera la secesión; cabe decir que un reducto al norte no la aceptó e intentó crear un Estado independiente llamado Nickajack, apoyando a la Unión, pero no tuvieron éxito. Desde el principio fue uno de los territorios que más agitaron a los llamados «Estados del algodón» para escindirse y salvarse de la «amenaza negra» de Lincoln. La conferencia para la creación de la Confederación tuvo lugar dentro de este territorio, en Montgomery, la capital, el día 4 de febrero de 1861, y ese mismo día ingresó en la flamante nueva nación.